# Espejos del alma
Espejos del alma es el decimoquinto álbum de estudio realizado por la cantante mexicana de pop latino Yuri; salió a la venta el 12 de septiembre de 1995.  Este disco fue producido por Fernando Figueroa para Sony International.  Esta producción no obtiene las mismas ventas que sus producciones anteriores debido a diversos problemas personales de salud y emocionales que sufre la cantante durante este periodo.

## Antecedentes
A principios de 1995, Yuri participó por tercera ocasión en el Festival Internacional de la Canción de Viña del Mar, ahí conoce a Rodrigo Espinoza, vocalista del grupo chileno Aleste, con quien contrajo matrimonio en diciembre de ese mismo año.
El ritmo de trabajo en ese entonces devastó la salud de la cantante, y se le detectaron tumores en las cuerdas vocales, con lo cual cayó en depresión. Esta situación la hizo reconsiderar su vida y abrazar la fe que procesaba su familia, e ingresa a las filas de la Iglesia Cristiana Evangélica protestante (protestantismo) dejando atrás el catolicismo al cual se había convertido gracias a su boda con Fernando Iriarte tiempo atrás. Yuri inicia un tratamiento para el cáncer y explicó que los tumores desaparecieron atribuyéndoselo a un milagro Divino.

## Realización y promoción
Una vez superada su crisis de salud, Yuri lanza al mercado mexicano su álbum "Espejos del alma", el cual comienza a promocionar con el tema "De que te vale fingir" teniendo bastante éxito.  Durante la promoción del disco, Yuri se adentra más en su fe, y comienza a no sentirse cómoda con el tipo de canciones de engaño y desamor que contenía su álbum.
En este año, Yuri tiene una crisis emocional debido a su pasado realizando un intento de suicidio. Ella declaró que la promiscuidad y el alcohol fueron parte de su vida y esto la atormentaba. Debido a todo este quiebre interno de la cantante, su casa discográfica dejó de promocionar el disco no logrando así tener grandes ventas.

## Lista de canciones
| N.º | Título                                                | Escritor(es)                             | Duración |  |
| 1.  | «Ojos que no ven»                                     | Rudy Pérez                               | 3:47     |  |
| 2.  | «De que te vale fingir»                               | Manuel Pacho, Rosa Salcedo               | 4:42     |  |
| 3.  | «Qué sabes tu del amor (Meaning of love)»             | Barlow, Adap. Alex Zepeda                | 4:25     |  |
| 4.  | «Ni una lágrima (Possiamo realizzare I nostri sogni)» | G. Galgani, T. Montelpare                | 3:45     |  |
| 5.  | «Estoy enamorada»                                     | Carlos Murguía                           | 4:58     |  |
| 6.  | «Engáñame»                                            | Rudy Pérez                               | 4:37     |  |
| 7.  | «Mueve tu cuerpo»                                     | Francesco Tradardi                       | 3:52     |  |
| 8.  | «De amante a señora»                                  | Manuel Pacho, Rosa Salcedo               | 3:25     |  |
| 9.  | «La última en saberlo (The Last to Know)»             | B. Nalsh, P. Galdstone, Adap. Rudy Pérez | 4:35     |  |
| 10. | «Qué me va a pasar»                                   | Kid Coco, Adap. Alex Zepeda              | 4:22     |  |